# Округли торањ
Округли торањ (дански: Rundetårn), некада Stellaburgis Hafniens, торањ је из 17. века који се налази у централном Копенхагену у Данској и један је од многих архитектонских пројеката Кристијана IV Данског, изграђен као астрономска опсерваторија. Најпознатији је по коњичком степеништу, спиралном ходнику од 7,5 окретаја који води до платформе на врху (на 34,8 метара изнад земље), и по пространим погледима које пружа преко Копенхагена.
Кула је део комплекса Тринитатис, који је тадашњим научницима такође обезбеђивао универзитетску капелу, цркву Тринитатис и академску библиотеку која је била прва зграда Универзитетске библиотеке у Копенхагену која је основана 1482. године. Данас, Округла кула служи као видиковац за гледање Копенхагена, јавна астрономска опсерваторија и историјски споменик. Сала библиотеке изнад цркве доступна је само преко рампе куле и место је за изложбе и концерте.

## Историја

### Позадина идеје
Астрономија је постајала све важнија у Европи 17. века. Земље су почеле да се међусобно такмиче у успостављању колонија, стварајући потребу за тачном навигацијом током пловидбе преко океана. Стога су основане многе националне опсерваторије, прва 1632. године у Лајдену у Низоземској републици. Само пет година касније уследила је Опсерваторија на округлом торњу, која се називала STELLÆBURGI REGII HAUNIENSIS.

### Планирање и припреме
Након што је Тихо Брахе пао у немилост и напустио Данску, Кристијан Лонгомонтанус је постао нови астроном Кристијана IV и први професор астрономије на Универзитету у Копенхагену. 1625. године предложио је краљу изградњу астрономске куле као замену за Брахеову опсерваторију Stjerneborg која је срушена. 
Лонгомонтанусов први предлог био је да се нова опсерваторија подигне на врху брда Solbjerget, сада познатог као Valby Bakke. Али пошто су такође постојали планови за изградњу нове студентске цркве и библиотеке за универзитет, појавила се идеја о спајању три зграде у један велики комплекс.
Већ 1622. године Кристијан IV је купио земљу на којој је на крају одлучено да се изгради комплекс Тринитатис. Његови првобитни планови за то место нису познати, али пошто је било згодно смештено поред стамбеног студенстског комлекса Регенсен и универзитета, изабрано је за његов нови престижни пројекат.
Иако не постоје јасни докази, опште је прихваћено да је Ханс ван Стенвинкел млађи био задужен за дизајн новог здања, иако није дочекао завршетак изградње торња.
Од 24. новембра 1636. године камење је довожено на место за темељ, прво са градског бедема, а касније из околине Роскилде. Цигле су наручене из Холандије, јер локални произвођачи нису могли да испуне високе стандарде квалитета. У фебруару 1637, потписан је уговор са Хенриком ван Дингклагеом из Емдена у Немачкој за снабдевање опеке за изградњу. Прве три бродске испоруке требале су бити испоручене у мају, следеће три следећег месеца, а остатак по захтеву.
Комплекс Тринитатис постављен је за изградњу у препуном суседству уских улица и уличица. Прво је требало очистити то подручје. 18. априла 1637. године 200 људи, војника и особља са острва Бремерхолма почело је да руши куће које су заузимале локацију изградње.

### Фаза изградње
Камен темељац постављен је 7. јула 1637. Када је Ханс ван Стенвинкел умро 6. августа 1639. године, Леонхард Бласиус је из Холандије доведен у Данску као нови Краљевски мајстор грађевине. За разлику од свог претходника, он ће постати пука прелазна фигура у данској архитектури; умро је само четири године након доласка у земљу, а да није оставио ниједну запажену зграду по свом дизајну. У неколико наврата грађевински радови су застајали због недостатка средстава. Због тога је црквама у Данској и Норвешкој наложено да доприносе делом своје зараде током година изградње. 1642. кула је коначно довршена, мада је црква довршена тек 1657, а библиотека 1657.

### Рад опсерваторије
Кристијан Лонгомонтанус је постао први директор опсерваторије. У Великом пожару 1728. године комплекс Тринитатис је тешко оштећен, али је обновљен.

### Пропаст и касније године
Почетком 19. века Округла кула је застарела као астрономска опсерваторија. Инструменти су постајали све већи, а кула није могла да се прошири, а истовремено је светлосно загађење из околног града и вибрације изазване све већим прометом у улицама доле учинили посматрања нетачним. Због тога је Универзитет одлучио да  сагради Østervold опсерваторију на старом утврђењу града, која су била застарела и деактивирана. Нова опсерваторија отворена је 1861. године по дизајну Кристијана Хансена.

### Значајне посете
- 1716. године, цар Петар Велики попео се степеницама на коњу кад је посетио Копенхаген. Његова супруга Катарина I се, како се прича, попела кочијом иза њега.
- 1902. године аутомобил Beaufort је био прво моторизовано возило које се попело на овај Округли торањ.
- Медаља у колекцији медаља Округле куле указује на то да је прва бициклистичка трка у кули одржана већ 1888. године, вероватно у вези са Нордијском изложбом индустрије, пољопривреде и уметности.
- Новине Socialdemokraten су 1911. године организовале бициклистичку трку низ Округли торањ.
- 1971. Оле Ритер је победио у бициклистичкој трци против Леифа Мортенсена уз Округли торањ у времену од 55,3 секунде.
- 1993. године, Хенрик Дјернис је победио у бициклистичкој трци против Јенса Вегербија у времену од 50,05 секунди.
- 1989. године Томас Олсен попео се уз и низ округлу кулу на моноциклу за 1 минут и 48,7 секунди, што је светски рекорд.[5]

## Архитектура
Округла кула је цилиндрична кула грађена од наизменичних жутих и црвених опека - боје династије Олденбург. Цигле су произведене у Холандији. Са задње стране је причвршћен за цркву Тринитатис, али никада није служио као црквени торањ.
Стенвинкел - чије је име иначе синоним за холандску ренесансну архитектуру у Данској - са комплексом Тринитатис оставио је свој потпис. За разлику од његових других зграда са њиховим раскошним украсима и екстравагантним торњевима, комплекс је изграђен фокусираним и уздржаним дизајном. Ханс ван Стенвинкел је сигурно постао свестан да је стил који је једном научио од Хендрика де Кејсера потпуно напуштен.

### Спирална рампа
Уместо степеница, спирална рампа од 7,5 обртаформира једини приступ пут до опсерваторије на врху, као и до библиотеке и звоника, који се налазе изнад цркве. Рампа се окреће 7,5 пута око шупљег зиданог језгра куле пре него што стигне до осматрачнице и опсерваторије на врху. Овај дизајн је изабран тако да коњи и кочија могу да стигну до библиотеке, ради уношења и изношења књига из библиотеке, као и транспорта тешке и осетљиве опреме до опсерваторије.
Дужина завојитог ходника је 210 м, уз 3.74 м по окрету. Дуж спољног зида ходник има дужину од 257,5 м и падом од 10%, док је дуж зида унутрашњег језгра ходник само 85,5 м дугачак, али има пад 33%.

### Видиковац
Осматрачница се налази 34.8 м изнад нивоа улице. Дуж ивице платформе налази се решетка од кованог гвожђа коју је 1643. године израдио Каспар Финке, дворски уметник за радове у металу. У решетки се виде монограм Кристијана IV и слова РФП, слова која представљају краљеву крилатицу: Regna Firmat Pietas - Побожност јача царства.

### Опсерваторија
Опсерваторија је мала куполаста зграда, изграђена на крову куле. Изграђена 1929. године, опсерваторија је 7 висока м и има пречник 6 м. Приступ је уским завојитим каменим степеништем са осматрачнице.

### Ребус натпис
На горњем делу фасаде куле налази се позлаћени натпис - ребус. Потпис Кристијана IV, написан властитом руком, чува се у данској Националној архиви. Ребус укључује четири хебрејска сугласника Тетраграматон. Ребус се може тумачити на следећи начин: Води Бога, право учење и правду у срце крунисаног краља Кристијана IV, 1642. године.

## Тоалет
Кула садржи тоалет који су користили истраживачи и астрономи који раде у кули, а састоји се од седишта готово на врху и цеви која води до најнижег спрата у шупље језгро. Ова шахта не може да се испразни, нити има вентилацију споља, што је чини једном од највећих и најранијих септичких јама на свету.

## Округла кула данас
Данас Округла кула служи као осматрачница, јавна астрономска опсерваторија, изложбено и концертно место и историјски споменик.

### Јавна опсерваторија
1860. године Универзитет у Копенхагену укинуо је Округли торањ као универзитетску опсерваторију, али је 1928. године реконструисан као опсерваторија са приступом за астрономе аматере и ширу јавност. Отворена је од средине октобра до средине марта.

### Изложбе и концерти
Од 1987. године, сала Библиотеке која се налази изнад цркве Тринитатис служи као изложбени простор, у коме се приређују разне изложбе уметности, културе, историје и науке. Истовремено се користи као место одржавања концерата, са стотинак концерата сваке године.

### Панорама
Осматрачница пружа широку панораму кровова старог дела Копенхагена са бројним врховима торњева цркви и палата. Током ведрих дана у даљини се виде и Ересундски мост и Шведска.

## Културне референце
- У бајци Ханса Кристијана Андерсена Кутија за кресиво, каже се да највећи од три пса има очи велике попут Округле куле у Копенхагену.
- У другој бајци Ханса Кристијан Андерсена, The Elder-Tree Mother, стари брачни пар се сећа како су некада ишли „горе до Округле куле, и гледали доле Копенхаген, и то далеко, далеко изнад воде; онда смо отишли у Фредериксберг, где су краљ и краљица пловили својим дивним баржама!".
- У роману Ханса Кристијана Андерсена, Бити или не бити, главни лик Нилс Бриде рођен је и одрастао у Округлој кули, где му је отац чувар.
- Реплика куле у размери 1: 3 изграђена је у граду Солванг, у Калифорнији, насељеном Данским становништвом.
- Астероид 5505 Округли торањ носи име по торњу.
- У Данској се висине зграда често упоређују са висином Округлог торња.
- Налази се у „SimCity (видео игра из 2013)“.